# ジュドゥーンの襲来
「ジュドゥーンの襲来」（ジュドゥーンのしゅうらい、原題 : "Fugitive of the Judoon"）は、イギリスのSFドラマ『ドクター・フー』の第12シリーズ第5話。脚本はヴィネー・パテルとクリス・チブナル、監督はニダ・マンズールが担当し、2020年1月26日に BBC One で初放送された。視聴者数は557万人で、批評家からは主に肯定的なレビューを受けた。

## あらすじ
マスターの行方を追っていた13代目ドクター（演:ジョディ・ウィテカー）は、ジュドゥーンがグロスタシャーで執行フィールドを展開して逃亡犯の捜索を開始していることに気付く。民間人に莫大な死傷者が出うる状況を目にし、ドクターはジュドゥーンが刑を執行する前に調査を始め、寝室に地球外由来の物体があったツアーガイドの女性ルース・クレイトン（演:ジョー・マーティン）と協力して状況の打開を試みる。一方でドクターのコンパニオンたちは執行フィールドの影響で次々にジャック・ハークネス（演:ジョン・バロウマン）の下へ転送される。

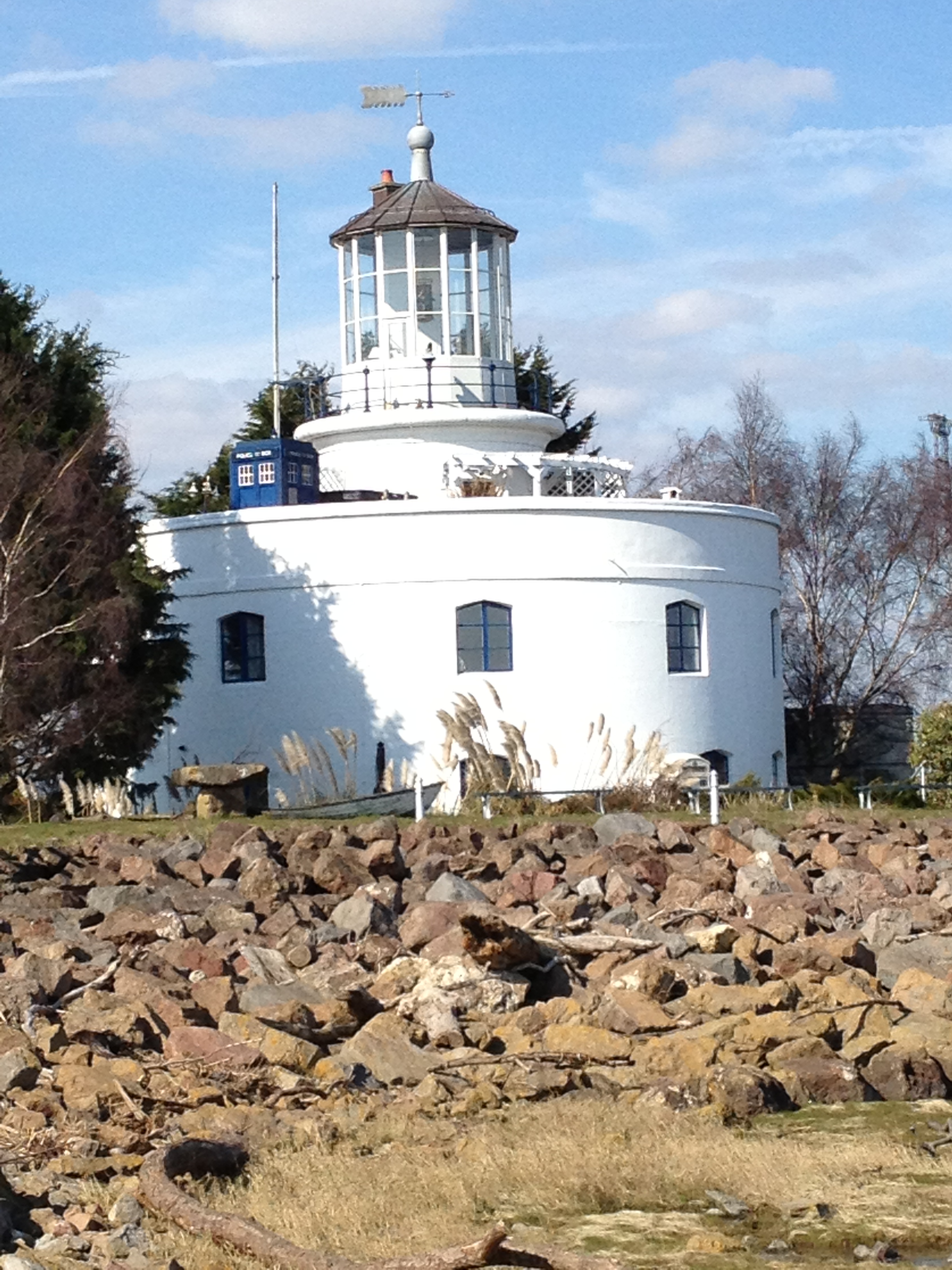
撮影が行われた西ウスク灯台

ジュドゥーンの包囲網を脱出したドクターとルースは、ルースが暮らしていた灯台へ向かう。灯台の近くの地面からターディスが出土したこと、さらにカメレオン・アーチを開いてルースがタイムロードの記憶を取り戻したことで、ルースとドクターは同一人物であることが明らかになる。ドクターにはルースの記憶がなかったが、ルースの知るガリフレイはタイム・ウォーやマスターによる滅亡を経ておらず、ルースはドクターの知らない過去の姿であることが示唆される。
一方でジャックは誤って呼び出したグレアム・オブライエン（演:ブラッドリー・ウォルシュ）たちを地球へ戻すと同時にドクターへの伝言を依頼する。それは"孤高のサイバーマンの望みを叶えるな"というものであった。

## 製作

### 脚本
「ジュドゥーンの襲来」は第11シリーズ「パンジャブの悪魔」を執筆したヴィネー・パテルとエグゼクティブ・プロデューサーのクリス・チブナルが脚本を担当した。

### 配役
ジョー・マーティンが演じたルース・クレイトンは、後にドクターの未知の過去の姿であることが明かされた。マーティンは2005年以降の新ドクター役俳優と同様にドクター役として"導入"される形でクレジットされた。ネイル・スタークはジュドゥーン役で出演した。他のゲスト出演者は2020年1月上旬に Doctor Who Magazine 第547号で報じられた。
本作ではジャック・ハークネス役のジョン・バロウマンも「時の終わり」パート2（2010年）から10年ぶりに再出演した。バロウマンは過去にも「ドクターの戦争」（2011年）にてジャック役で再出演する構想があったものの、当時製作中であった『秘密情報部トーチウッド』第4シリーズの撮影があったため出演できずにいた。彼の出演は放送まで伏せられていた。なお、ジュドゥーンとジャックの製作者として、2005年から2010年までエグゼクティブ・プロデューサーと筆頭脚本家を担当していたラッセル・T・デイヴィスの名前もクレジットされた。

### 撮影
前話「ニコラ・テスラと恐怖の夜」と本作は共に第3製作ブロックを構成しており、ニダ・マンズールが監督した。グロスタシャーでの撮影は2019年5月22日と23日に行われた。グロスタシャーでは以前にも「もうひとりのドクター」（2008年）の撮影が行われていた。ジャック・ハークネスの宇宙船の内装のシーンはブリストルのクリフトン大聖堂で撮影された。

## プロモーション
第12シリーズで「スミスとジョーンズ」（2007年）以降初めてジュドゥーンが中心に扱われるエピソードがあること、そしてそのエピソードでグロスタシャーが舞台になることは、2019年5月21日にBBCが発表した。同年12月10日にはロンドン・ヴィクトリア駅に3体のジュドゥーンが姿を現わして駅の内外を行進し第12シリーズを宣伝するイベントがあった。当日は写真撮影に応じたり子どもと戯れたりするジュドゥーンの姿が確認された。

## 放送と反応
| 専門評論家によるレビュー           | 専門評論家によるレビュー |
| レビュー・スコア                   | レビュー・スコア         |
| 出典                               | 評価                     |
| ---------------------------------- | ------------------------ |
| The A.V. Club                      | B+                       |
| エンターテインメント・ウィークリー | A–                       |
| ラジオ・タイムズ                   | [ 16 ]                   |
| インデペンデント                   | [ 17 ]                   |
| デイリー・テレグラフ               | [ 4 ]                    |

「ジュドゥーンの襲来」はイギリスでは2020年1月26日に放送された。デイリー・テレグラフによると、本作の内容の漏洩の可能性を極限まで小さくしたかったBBCは放送数時間前まで本作のプレスプレビューを差し控えていた。日本では2020年7月22日にHuluにて字幕版・吹替版共に配信が開始された。
「ジュドゥーンの襲来」のその晩の視聴者数は421万人で、その日イギリスで放送された番組の中では6番目に多く視聴された。Audience Appreciation Index は83であった。タイムシフト視聴者を加えた合計視聴者数は537万人に達した。